# Koivujärvi (sjö i Kuhmo, Kajanaland)
Koivujärvi är en sjö i kommunen Kuhmo i landskapet Kajanaland i Finland. Den är 2,6 meter djup. Arean är 40 hektar och strandlinjen är 3,49 kilometer lång. Sjön  ingår i Uleälvens huvudavrinningsområde.   Den ligger omkring 100 kilometer öster om Kajana och omkring 550 kilometer norr om Helsingfors. 